# Lámpara led

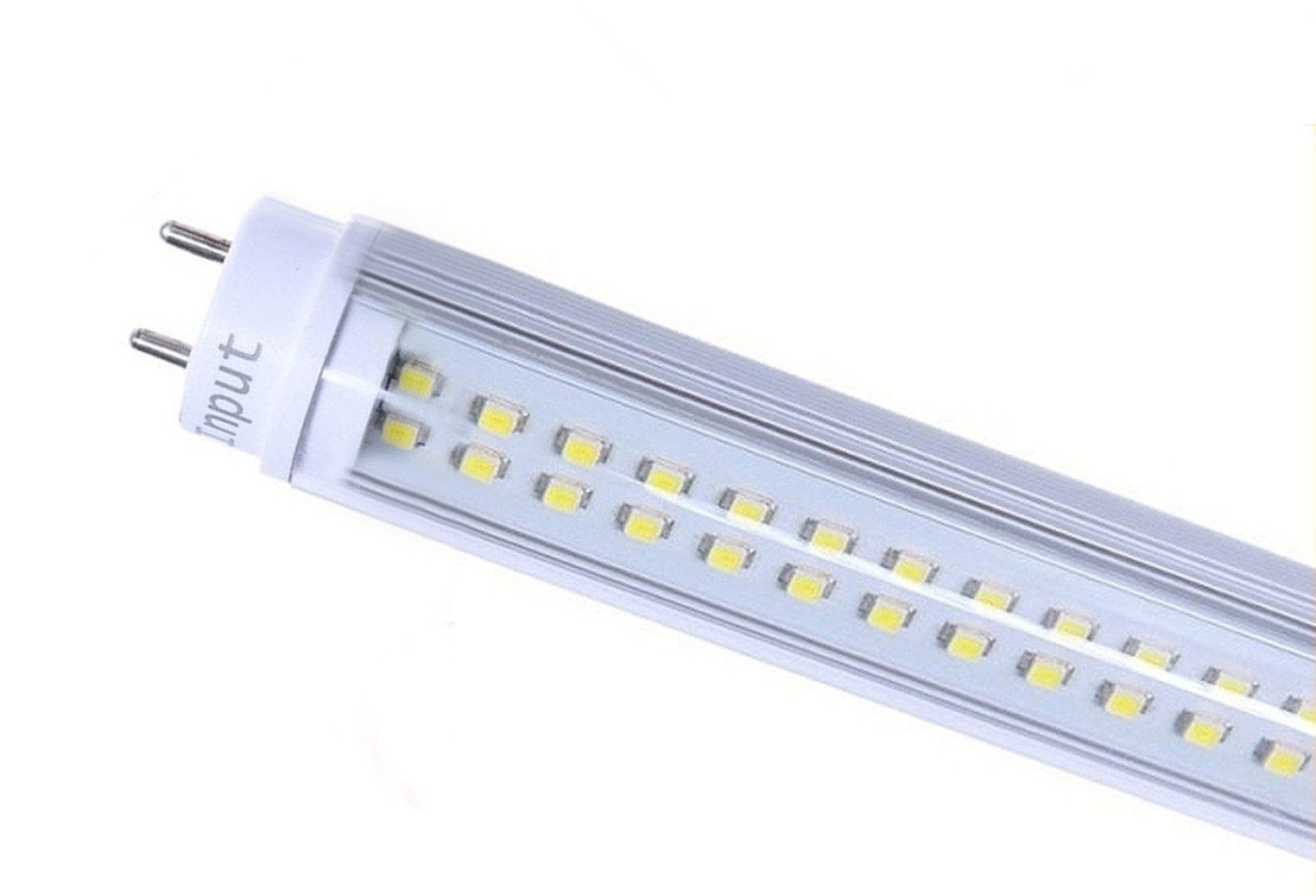
Tubo led de 17 vatios = tubo fluorescente de 45 W

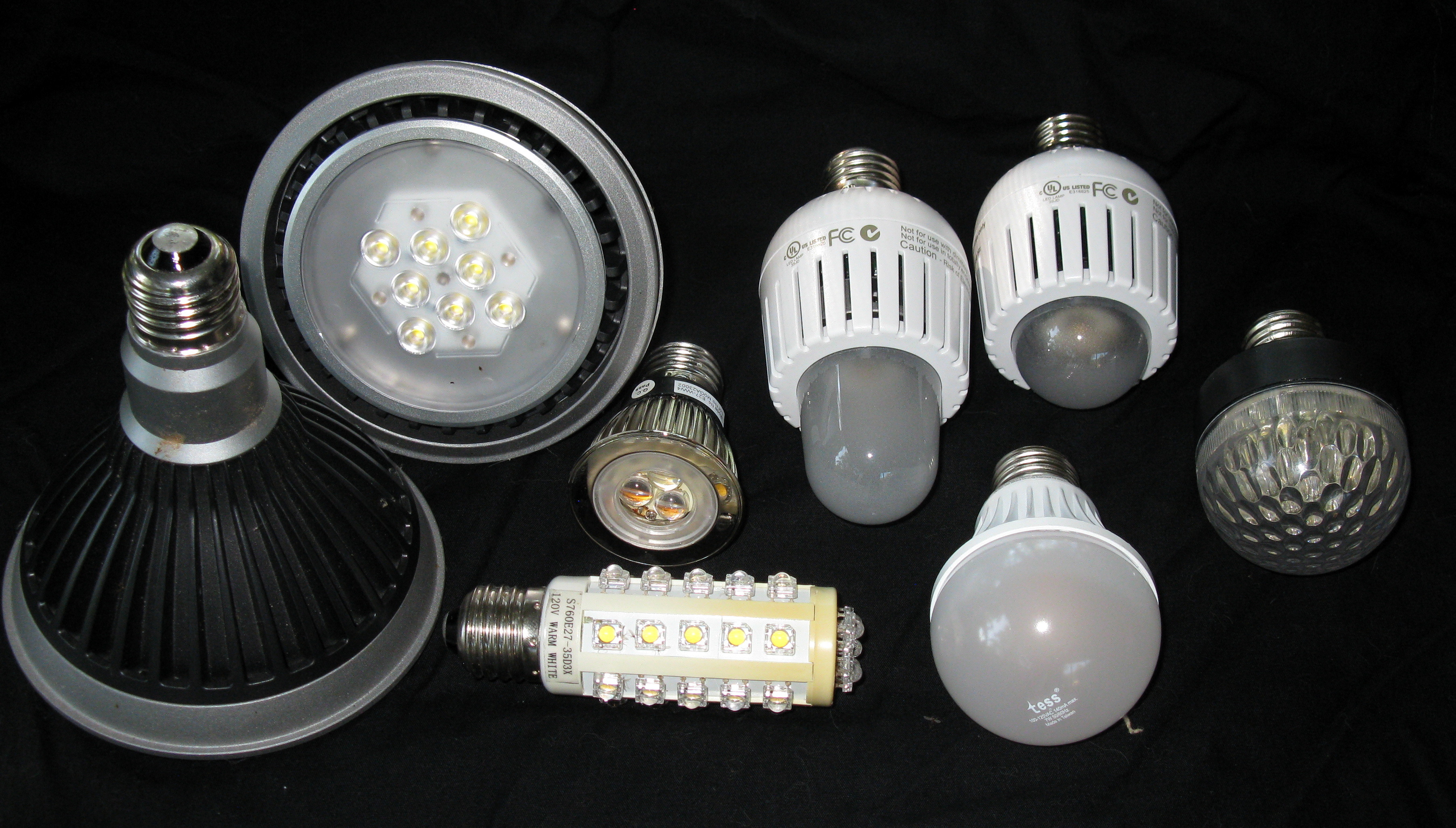
Lámparas led E27 = lámparas incandescentes

Una lámpara de led, lámpara de tecnología led o más simplemente lámpara led (con led como la sigla de la tecnología de diodo emisor de luz, light emitting diode), es una lámpara de estado sólido que usa ledes (light-emitting diodes, ‘diodos emisores de luz’) como fuente lumínica. Debido a que la luz que emite un led no es muy intensa, para alcanzar una luminosidad similar a las de lámparas incandescentes o fluorescentes compactas, las lámparas led están compuestas por agrupaciones de varios ledes, según la intensidad luminosa deseada.
Actualmente las lámparas de led se pueden usar para cualquier aplicación comercial, desde el alumbrado decorativo y vial. Las mismas poseen  ciertas ventajas, incluido su considerable ahorro energético, arranque instantáneo, resistencia a los encendidos y apagados continuos y su mayor vida útil, aunque su costo inicial es elevado. En teoría, la vida útil de un solo LED es de 100.000 horas.
Los diodos funcionan con energía eléctrica de corriente continua (CC), de modo que las lámparas de led deben incluir circuitos internos para operar desde la corriente alterna normal. Los ledes se dañan a altas temperaturas, por lo que las lámparas de led tienen elementos de gestión del calor, tales como disipadores y aletas de refrigeración. Las lámparas de led tienen una vida útil prolongada y gran eficiencia energética, pero su costo inicial es mayor que el costo de las lámparas fluorescentes. La vida útil de una bombilla led varía dependiendo del fabricante, pero se estima que puede durar entre 25,000 y 50,000 horas. Aumenta significativamente la vida útil de las bombillas incandescentes y de las bombillas halógenas que tienen una vida útil de 1.000 horas y 3.000 horas respectivamente.

## Descripción de la lámpara led

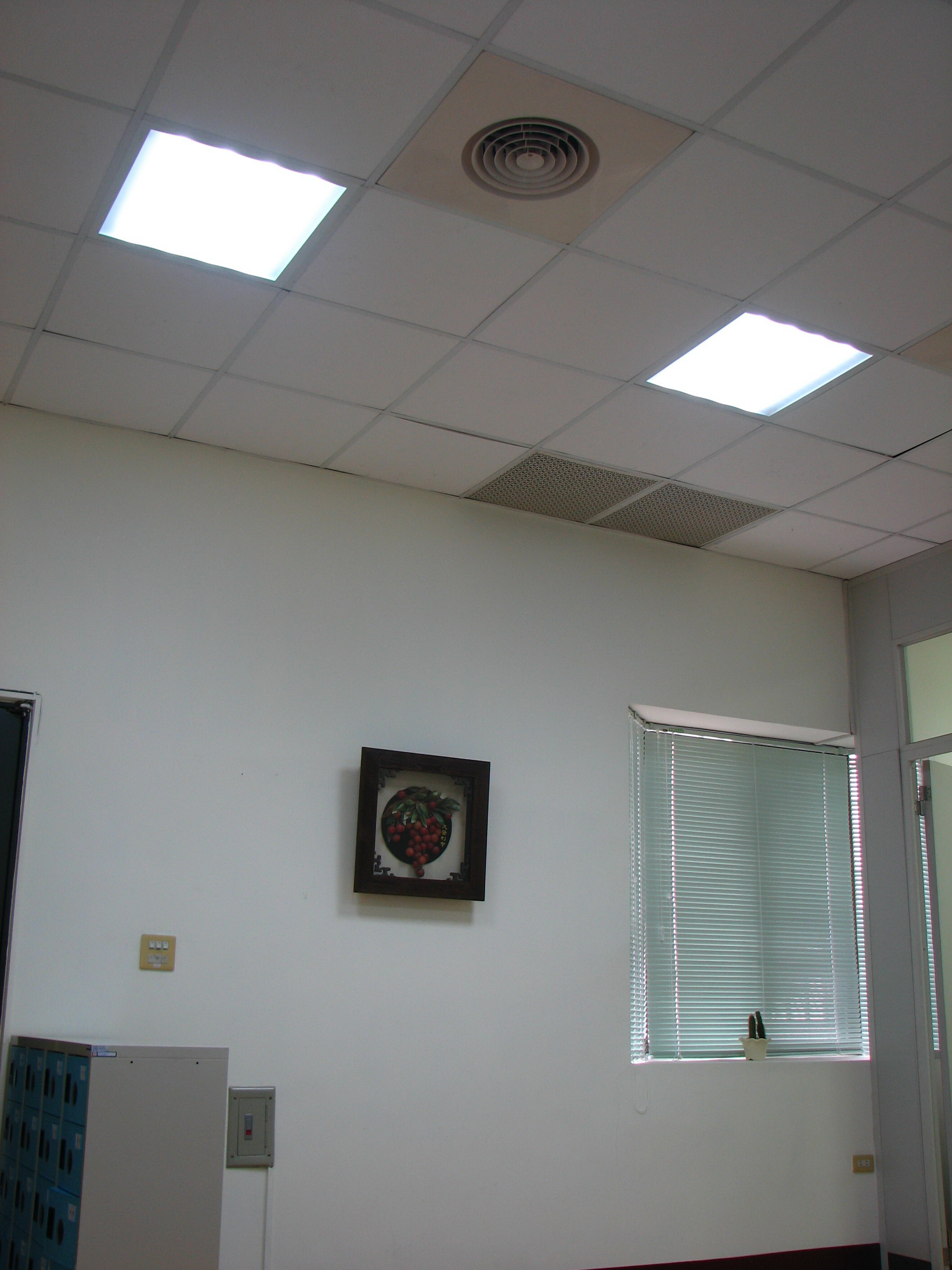
Luz de falso techo de leds.

La iluminación para usos normales necesita luz blanca. Los ledes emiten luz en una banda de longitudes de onda muy estrecha, fuertemente coloreada. El color es característico de la banda prohibida de energía del material semiconductor usado para fabricar cada led. Para emitir luz blanca es preciso combinar ledes de luz roja, verde y azul, o usar fósforo para convertir parte de la luz a otros colores.
El primer método (ledes RGB), usa múltiples ledes, cada uno emitiendo una longitud de onda diferente en las proximidades, para formar el amplio espectro de luz blanca. La ventaja de este método es que la intensidad de cada led puede ser ajustada para "afinar" el carácter de la luz emitida. La mayor desventaja es su alto costo de producción.
El segundo método, led de fósforo convertido (pc LED), usa un led de corta longitud de onda (usualmente azul o ultravioleta) en combinación con el fósforo que absorbe una porción de la luz azul y emite un espectro más amplio de luz blanca (el mecanismo es similar a la forma de una lámpara fluorescente que emite luz blanca de un sistema de iluminación UV de fósforo). Su ventaja es el menor costo de producción, alto IRC (índice de reproducción cromática), mientras que sus desventajas son la incapacidad para cambiar dinámicamente el carácter de la luz y el hecho de que la conversión de fósforo reduce la eficiencia del dispositivo. El bajo costo y el desempeño adecuado lo hacen la tecnología más utilizada hoy en día.
Un solo led es un dispositivo de estado sólido de baja voltaje y no funciona si se le conecta directamente en la corriente alterna, por ello requiere de algún tipo de circuito para controlar el voltaje aplicado y el flujo de corriente a través de la lámpara. Se pueden usar una serie de diodos y resistores (resistencias) para controlar la polaridad de la corriente y limitar la intensidad, pero esto sería ineficiente, ya que la mayor parte de la tensión aplicada se desperdicia en forma de calor en la resistencia. Una cadena única de ledes en serie podría minimizar la pérdida de la caída de tensión, pero el fallo de un solo led podría apagar toda la cadena.Por ello normalmente se usan cadenas en paralelo redundantes para aumentar la fiabilidad, usándose por lo general tres o más cadenas. Pueden ser útiles para la iluminación del hogar o en espacios de trabajo, debe colocarse un número de ledes juntos en una lámpara para combinar sus efectos de iluminación. Esto es porque cada led emite solamente una fracción de la luz de las fuentes de luz tradicionales.
Cuando se utiliza el método de la mezcla de colores, puede ser difícil lograr una distribución de color uniforme, mientras que la adaptación de ledes blancos no es crítica para el equilibrio de color. Además, la degradación de ledes diferentes en varios momentos en una lámpara de colores combinados puede producir errores en la uniformidad de la salida de color. Las lámparas de ledes usualmente consisten en grupos de ledes en una cubierta con dispositivos electrónicos, un disipador y óptica.
No se han descrito las temperaturas óptimas ambientales de funcionamiento, sin embargo, se ha demostrado que pueden trabajar entre –40 °C y +50 °C.
Las lámparas led sacan ventaja del hecho de que se deban colocar muchos ledes para lograr una iluminación uniforme al conectarlos en serie, el número de ledes que se pueden conectar depende de la tensión de la red eléctrica. Por ejemplo, con 120 voltios de entrada y considerando que cada led funciona con aproximadamente 3 voltios, se pueden conectar hasta 40 ledes y dado que la conexión es en serie la lámpara entera consumirá la misma corriente que si se conecta un solo led a una fuente de 3 voltios.
Si el voltaje es mayor, por ejemplo 240 voltios, entonces se podrían conectar hasta 80 ledes en serie y seguiría circulando la misma corriente, sin embargo el consumo total de la lámpara sería del doble, pues la misma intensidad de corriente multiplicada por el doble de tensión igual al doble de potencia.
Cabe mencionar que cualquiera que sea la tensión total y el número de ledes siempre es necesario conectar una (o varias) resistencia(s) en serie con los ledes para limitar la cantidad de corriente que circule por ellos y evitar que se quemen o desgasten prematuramente por exceso de corriente.

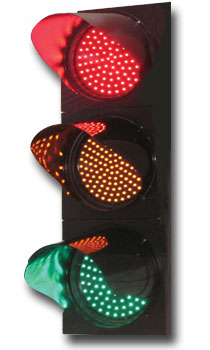
Semáforo con múltiples leds.

### Iluminación de color
Las lámparas led ofrecen mejores prestaciones en cuanto a la iluminación de color, como es el caso de los semáforos o de los pilotos de los  automóviles. Hasta ahora el color se conseguía mediante un filtro que solamente dejaba pasar la luz del color deseado (rojo, verde, ámbar,...) reteniendo el resto del espectro de emisión de la lámpara, por lo que era obligado poner una lámpara más potente para conseguir la intensidad  luminosa  necesaria, lo que reducía mucho el rendimiento y aumentaba el consumo de energía. Pero como el color es característico de la banda prohibida de energía del material semiconductor usado para fabricar cada led, utilizando directamente una lámpara led del color adecuado, no es necesario el filtro, de modo que se aprovecha íntegramente el flujo luminoso de la lámpara. Si se suma el mayor rendimiento de las lámparas led, tratado más arriba, respecto a las antiguas lámparas de incandescencia, son razones suficientes para que se use cada vez más en estos dispositivos que requieren luz coloreada.

## Ledes nPola
El 5 de julio de 2012 Seoul Semiconductors presentó el led nPola, cinco veces más luminoso que el led corriente. El nuevo led consigue 500 lumen/w contra los 100 lumen/w de los dispositivos estándar. Un adelanto que permite sustituir con ventaja las CFL. Para la producción de una lámpara led que reemplaza a una bombilla de 60 W para el hogar, en general se utilizaban unos 10 a 20 ledes antiguos. Para dar una idea, la misma intensidad lumínica a partir del led nPola se podrá conseguir con solo uno o dos leds nPola.

## Equivalencias entre tecnologías de iluminación
| Flujo luminoso "mínimo" (lumen) | Potencia eléctrica (vatio) | Potencia eléctrica (vatio) | Potencia eléctrica (vatio) |
| Flujo luminoso "mínimo" (lumen) | Incandescente              | CFL                        | LED                        |
| ------------------------------- | -------------------------- | -------------------------- | -------------------------- |
| 450                             | 40                         | 9–13                       | 4-9                        |
| 800                             | 60                         | 13–15                      | 10-15                      |
| 1,100                           | 75                         | 18–25                      | 10-15                      |
| 1,600                           | 100                        | 23–30                      | No disponible              |
| 2,600                           | 150                        | 30–52                      | No disponible              |

Consumo de energía para los diferentes tipos de lámparas y los diferentes flujos de luz de salida. Los puntos más bajos de la gráfica corresponden a un menor consumo de energía.

El kilovatio-hora es la unidad utilizada para medir el consumo de energía eléctrica en los países que utilizan el SI, es decir, casi todos (entre ellos España). Suponiendo un coste de la electricidad de 0,09 por cada kilovatio-hora. Según la unidad sin dimensiones, la fórmula para el cálculo del coste de la energía es:
{\displaystyle \left(m\,\mathrm {W} \right)\times \left(n\,\mathrm {h} \right)\times \left({\frac {k\;EU\!R}{1000\,\mathrm {W} \cdot \mathrm {h} }}\right)=x\;EU\!R}
Se compara a continuación el costo del consumo de electricidad (2019) de 3 lámparas de distintas tecnologías (incandescente, cfl y led) para una potencia lumínica igual de 1100 lúmenes:
| INCANDESCENTE | {\displaystyle (75\,\mathrm {W} )\times (8.000\,\mathrm {h} )\times \left({\frac {0,09\;EU\!R}{1000\,\mathrm {W} \cdot \mathrm {h} }}\right)=54\;EU\!R}                         |
| CFL           | {\displaystyle \left(20\,\mathrm {W} \right)\times \left(8.000\,\mathrm {h} \right)\times \left({\frac {0,09\;EU\!R}{1000\,\mathrm {W} \cdot \mathrm {h} }}\right)=14,4\;EU\!R} |
| LED           | {\displaystyle \left(10\,\mathrm {W} \right)\times \left(8.000\,\mathrm {h} \right)\times \left({\frac {0,09\;EU\!R}{1000\,\mathrm {W} \cdot \mathrm {h} }}\right)=7,2\;EU\!R}  |

## Galería
|                        |
| Luz de emergencia led. |

|                                                                           |
| Lámpara led con rosca E27, intercambiable con las lámparas incandescentes |

| |
| Vista superior de una lámpara Philips 12.5 W led, intercambiable con una lámpara incandescente de 60 vatios |

|                                                                                   |
| Foco led con 60 diodos individuales para enchufar directamente a la red eléctrica |

|                                                                                       |
| Tubos de led de diferentes longitudes, intercambiables con las lámparas fluorescentes |

|                                                                                    |
| Lámpara led con base e27, destinada a sustituir una lámpara halógeno con reflector |